# Рейчел Саїді
Рейчел Саїді (фр. Rachel Saidi), нар. 8 червня 1988  — французька футболістка, півзахисниця футбольного клубу «Лілль» та збірної Франції.

## Біографія
За свою кар'єру Рейчел виступала в клуби вищого дивізіону французького футболу «Хенін-Беамонт» та «Аррас», а влітку 2015 поповнила склад утвореного в результаті перейменування клубу «Темплемарс-Вендевілль» «Лілль», який виступає у французькій Лізі 2.
У збірній Франції дебютувала 5 лютого 2014 року, вийшовши в основі в товариському матчі проти Бельгії (1-0 на користь Франції). Провела на поле 60 хвилин та поступилася своїм місцем Марі Шеперс. Всього за збірну провела 6 матчів, але забитими голами не відзначилася